# Яловець (Поморське воєводство)
Яловець (пол. Jałowiec, нім. Unterwalde) — село в Польщі, у гміні Риєво Квідзинського повіту Поморського воєводства.
Населення — 177 осіб (2011).
У 1975-1998 роках село належало до Ельблонзького воєводства.

## Демографія
Демографічна структура станом на 31 березня 2011 року:
|          | Загалом | Допрацездатний вік | Працездатний вік | Постпрацездатний вік |
| -------- | ------- | ------------------ | ---------------- | -------------------- |
| Чоловіки | 88      | 21                 | 62               | 5                    |
| Жінки    | 89      | 22                 | 55               | 12                   |
| Разом    | 177     | 43                 | 117              | 17                   |